# Albert Henry Payne
Albert Henry Payne (ur. 14 grudnia 1812 r. w Londynie, zm. 7 maja 1902 r. w Lipsku) – angielski stalorytnik i ilustrator. Od 1838 roku pracował w Lipsku, gdzie w 1845 r. założył własne wydawnictwo pod nazwą Englische Kunstanstalt. 
Wydawał staloryty wzorowane na sławnych, muzealnych obrazach. Jako zbiorowe dzieło wydał na pewno 2 tomy grafik własnych i swoich współpracowników pod tytułem Galeria drezdeńska. Tomy te nie są datowane – ocenia się, że powstały po 1880 r. Drugi tom (egzemplarz jest zszyty ale możliwe że pierwotnie były to luźne kartki we wspólnej teczce) zawiera ok. 120 kartek, mniej więcej formatu A4, jednostronnie zadrukowanych prawdopodobnie grafikami powstałymi na podstawie obrazów wystawionych w galerii w Dreźnie (stąd tytuł). Grafiki wciąż cieszą się dużą popularnością, w większości uległy rozproszeniu i zwykle po kilka egzemplarzy zdobią różne kolekcje.

## Grafiki A.H. Payna

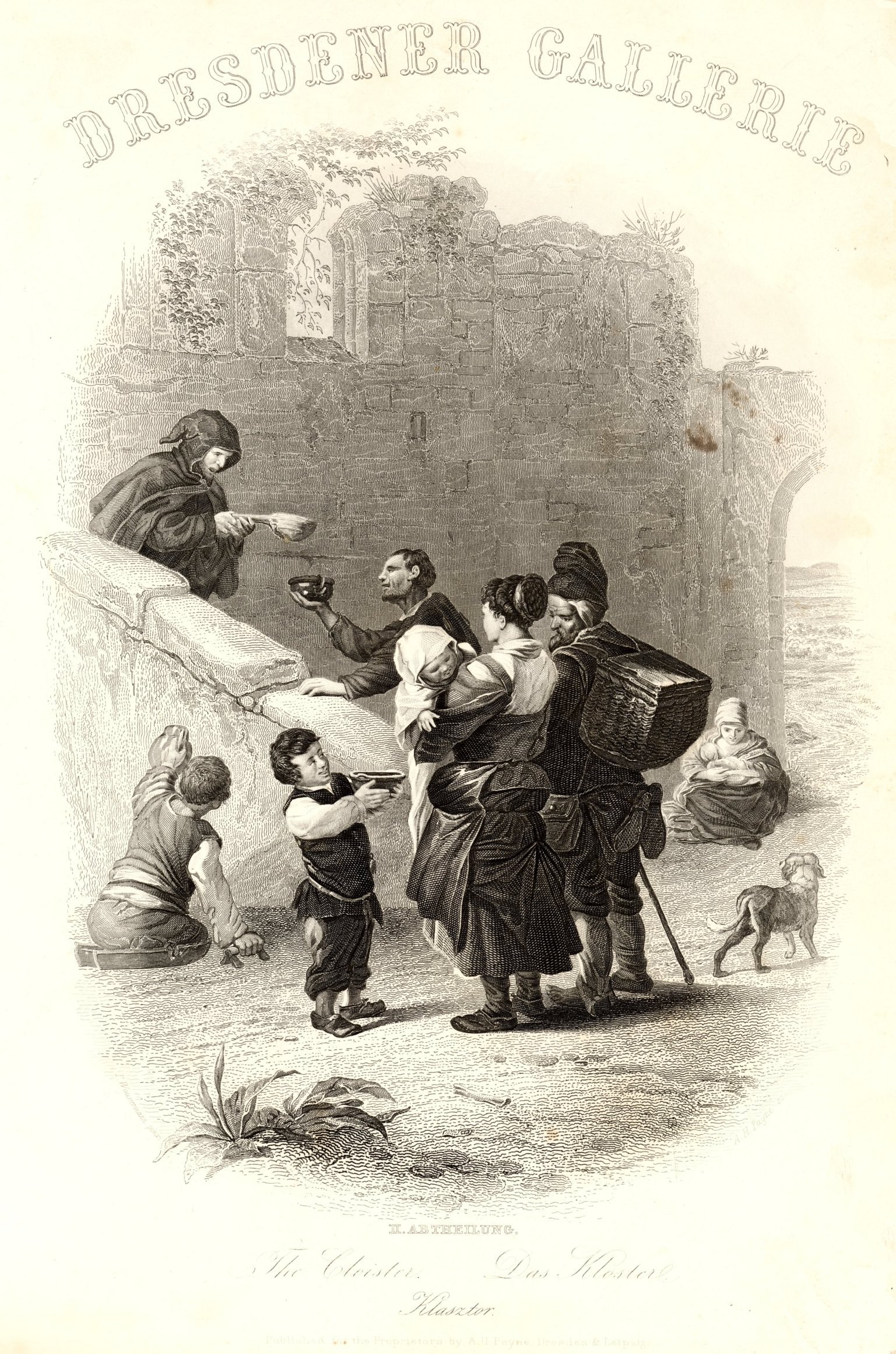
Strona tytułowa II tomu Dresdener Gallerie przygotowanego do druku przez A. H. Payna. Na stronie tytułowej Klasztor, grafika Payna na podstawie obrazu P. Wouvermanna
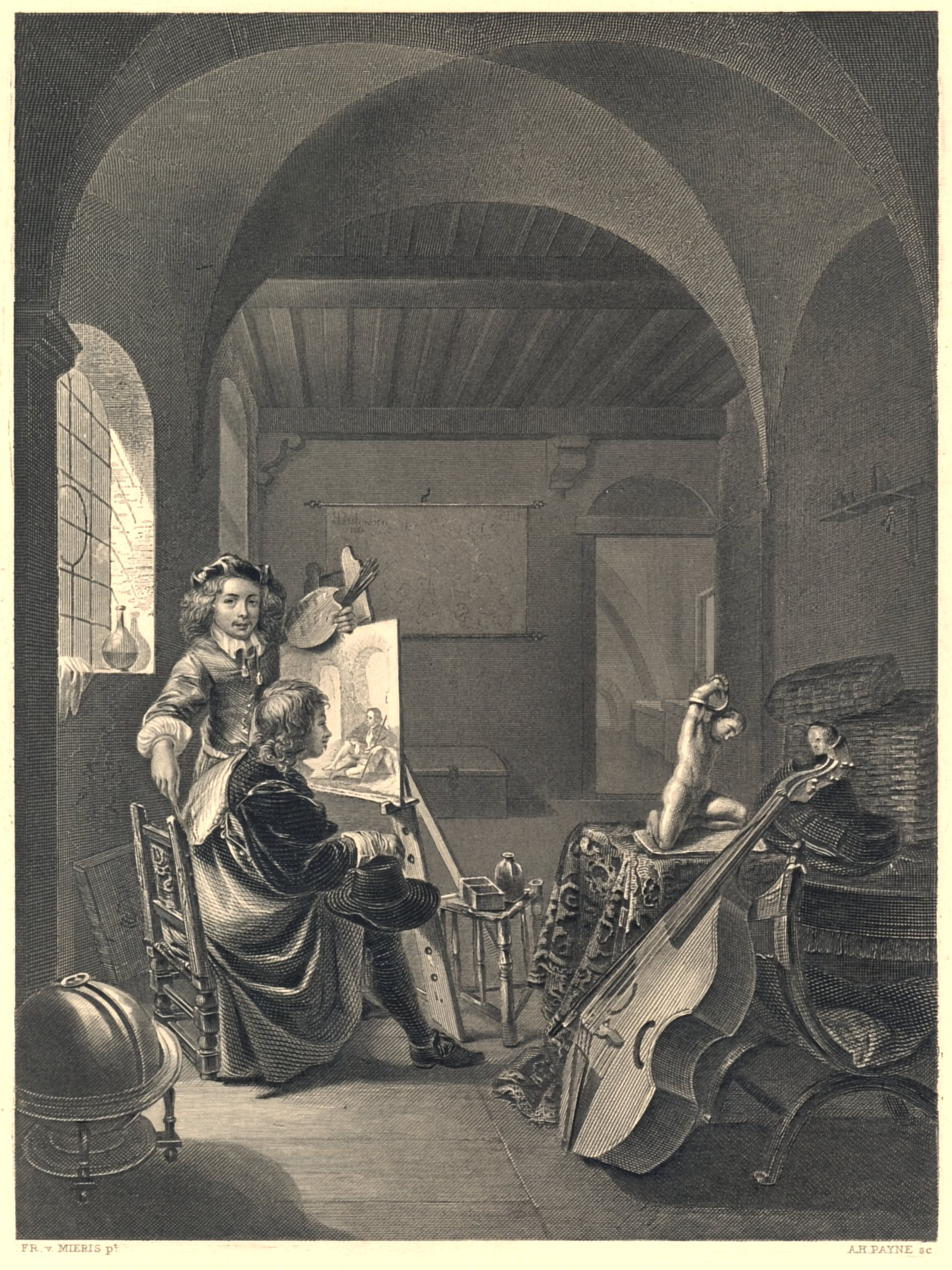
Pracownia Fransa van Mierisa według F. v. Mierisa
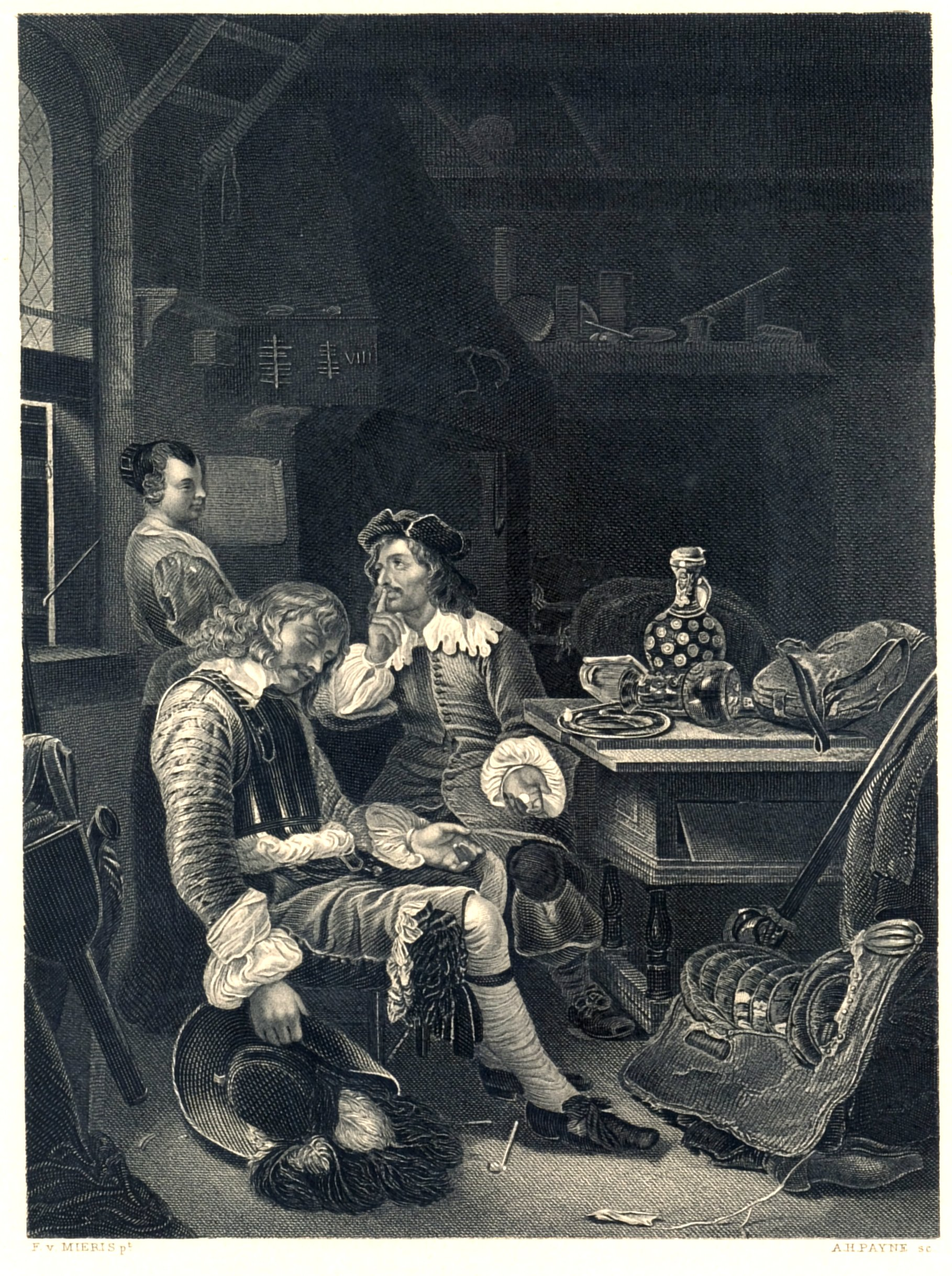
Wartownia według F. v. Mierisa
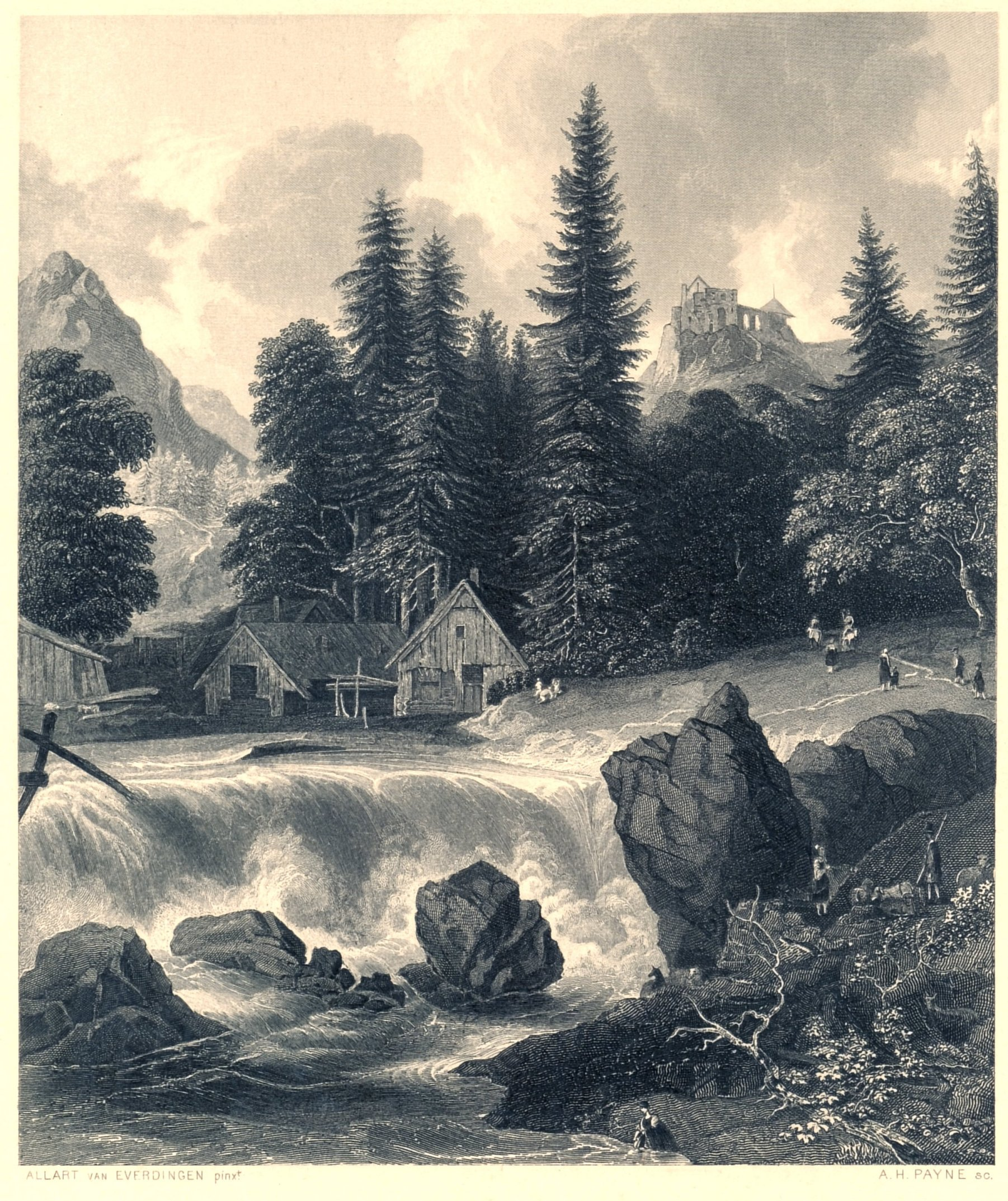
Górski pejzaż według Everdingena
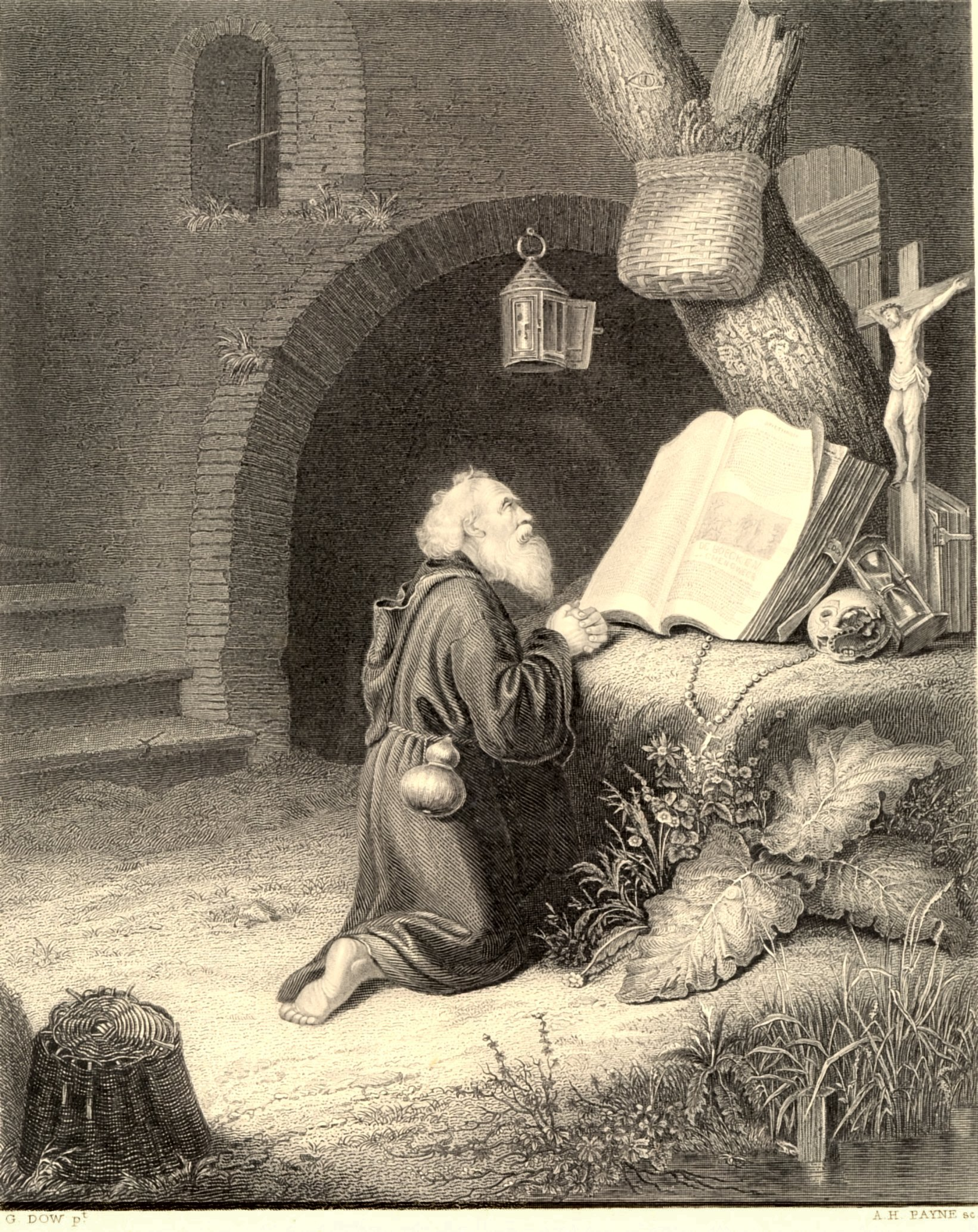
Eremita według G. Dow'a (malarz holenderski, znany też jako Dou)
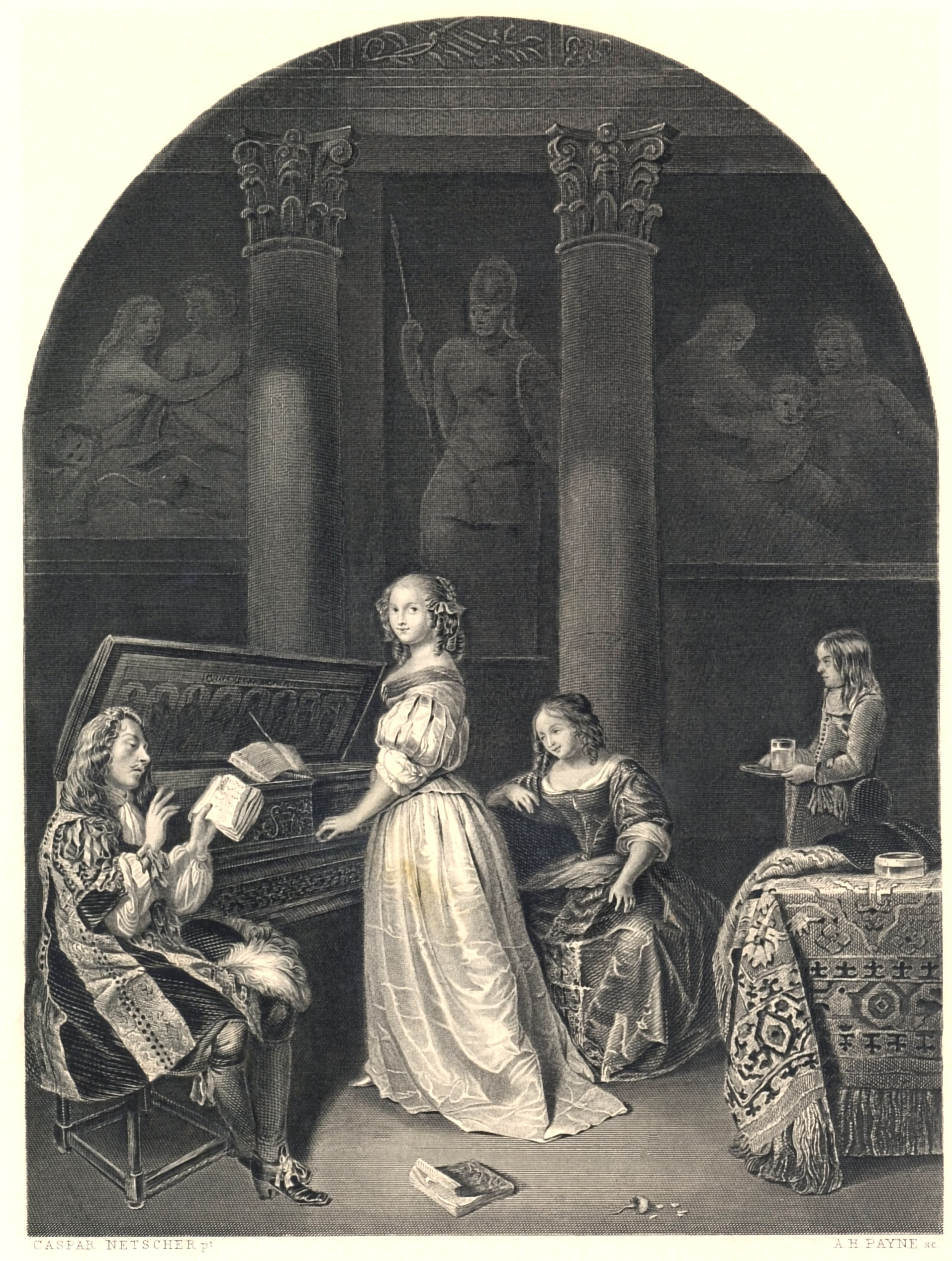
Dama przy klawikordzie według Caspara Netschera